# Kuligui
Kuligui (en rus: Кулыги) és una ciutat de l'óblast de Kírov, a Rússia, segons el cens del 2010 tenia 697. Pertany al districte (raion) de Viàtskie Poliani.